# Clàusula terra
La clàusula terra o taxa d'interès mínima o terra hipotecari, en relació amb un préstec hipotecari o la compra d'habitatge mitjançant hipoteca, és una clàusula contractual que estableix un mínim a pagar en les quotes de la hipoteca immobiliària encara que els interessos ordinaris que s'han acordat amb l'entitat financera baixin, arribant a estar per sota d'aquest mínim. Depenent de la normativa del país, les condicions del contracte i la seva transparència i claredat, pot considerar-se una clàusula abusiva, il·legal o nul·la.

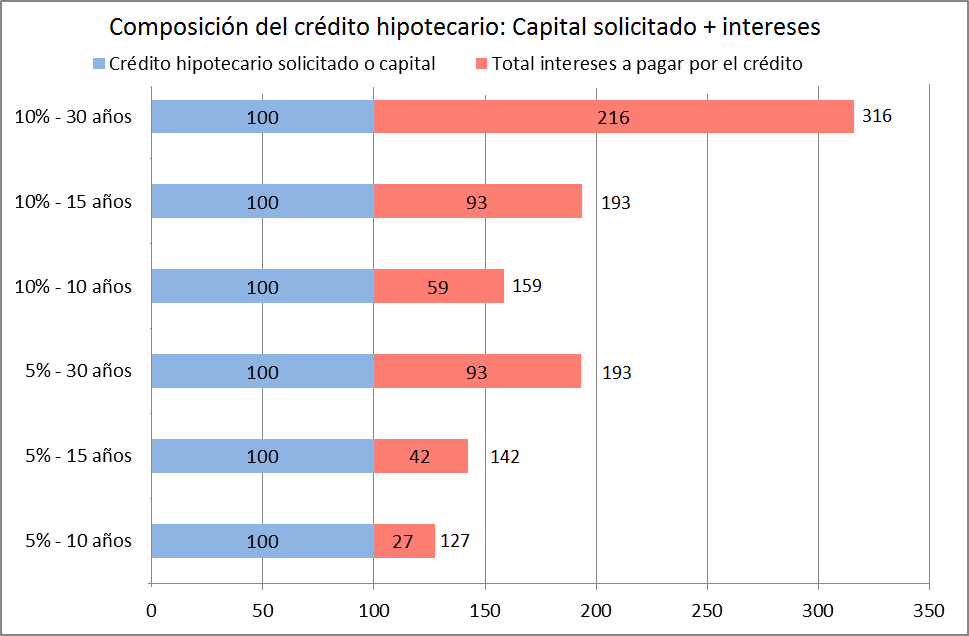
Composició del crèdit hipotecari en diversos suposats -sistema francès-: el capital sol·licitat o crèdit -100- més els interessos constitueixen el total de la hipoteca. En el preu de l'habitatge, quan se signa una hipoteca, ha de considerar-se el cost total del crèdit: capital o principal + interessos. En el cas de l'interès compost variable ha de vigilar-se la possible existència de clàsules terra que poden ser considerades nul·les si són desconegudes pel comprador i signant del préstec.

## Clàusules terra i clàusules sostre

### Clàusules terra
En moltes ocasions el contracte hipotecari que signa el comprador d'un habitatge amb el banc, té clàusules terra que limiten la baixada de la quota per al comprador en el cas que aquesta baixada es produeixi.

### Clàusules sostre
Extraordinàriament també s'aplica a la hipoteca, una clàusula sostre que limita el màxim dels interessos a pagar, si bé sol establir-se per sobre dels valors habituals del mercat, fet pel que mai no arriba a ser efectiva.

## Frau de les clàusules terra a Espanya
A Espanya, durant la bombolla immobiliària que va durar des del 1997 al 2007, la majoria d'hipoteques que es van subscriure, tenien un tipus d'interès variable (que normalment era fixat per l'Euribor, més un paràmetre diferencial posat pel banc), en moltes ocasions el banc va fixar en el contracte d'hipoteca un percentatge mínim d'interès a pagar per part del comprador de l'habitatge, encara que l'interès resultant de la suma de l'Euribor més el diferencial posat pel banc, fos inferior. És a dir malgrat signar una hipoteca amb interès variable -que podia pujar o baixar- el banc imposava una clàusula que limitava la baixada real, en el cas que aquesta es produís.
S'estima que, a Espanya, encara hi ha 3,3 milions d'afectats per aquesta clàusula. Abans de la sentència del Tribunal Suprem de maig del 2013, la xifra d'afectats per aquesta clàusula abusiva era de 4 milions .

### Terminologia sinònima en les clàusules terra
En les escriptures d'un préstec hipotecari (cal no confondre-les amb les escriptures d'una compra d'habitatge) les clàusules terra s'identifiquen sota altres noms o epígrafs on es fa constar que l'interès no pot ser mai inferior a un percentatge determinat, amb els següents títols:
- límits a l'aplicació de l'interès variable
- límit de la variabilitat
- tipus d'interès variable.

### Legalitat de les clàusules
Encara que l'aplicació de la clàusula no és contrària a la llei, segons han establert el Banc d'Espanya i la Llei hipotecària espanyola, sí que pot resultar abusiva quan els bancs o les entitats financeres no informen de la seva existència així com de les seves conseqüències. En el contracte hipotecari, la clàusula ha d'aparèixer de forma clara i precisa i en tot cas ha de ser explicada al comprador de l'habitatge o d'un altre bé. Les pròpies normes bancàries i d'intervenció de les entitats de crèdit exigeixen aquesta transparència, que permet la protecció dels subscriptors d'hipoteques.

### Demandes contra més de 100 entitats bancàries
A Espanya gairebé totes les entitats bancàries han establert clàusules terra a les seves hipoteques. L'organització espanyola ADICAE (Associació d'Usuaris de Bancs, Caixes i Assegurances) indica que s'han presentat demandes contra més de 100 entitats bancàries espanyoles. ADICAE va presentar la seva primera demanda contra 45 entitats financeres i una segona contra 56 entitats més. Diverses organitzacions de consumidors i associacions com ADICAE, FACUA (FACUA-Consumidors en Acció), l'OCU o l'Associació d'Usuaris de Serveis Bancaris (AUSBANC), han promogut nombroses demandes col·lectives contra diferents entitats bancàries. També hi ha nombrosos despatxos d'advocats que defensen als afectats a títol personal o col·lectiu. Algunes demandes van ser presentades en els primers anys del segle XXI i el seu nombre s'ha anat incrementant. El 6 de març de 2014 es va desbloquejar la denominada macrodemanda de l'ADICAE per les clàusules terra contra 101 entitats financeres.
No obstant això, actualment aquestes demandes han estat aturades mantenint paralitzats centenars de casos aliens a elles. El diari El País, a un article publicat el 16 de novembre, diu textualment: "La macrodemanda col·lectiva contra les clàusules terra que va presentar l'associació Adicae té paralitzats centenars de casos en els tribunals. A l'espera de la sentència del "Juzgado nº 11 de lo mercantil de Madrid" sobre la causa del 2010, que agrupa a milers d'afectats, alguns bancs han reclamat la suspensió d'alguns procediments individuals nous, en entendre que s'estava jutjant el mateix fet i que podien donar-se sentències contradictòries".

### Sentències de nul·litat de les clàusules terra
El 9 de maig del 2013 el Tribunal Suprem va declarar nul·les les clàusules terra de les hipoteques, en cas d'existir falta de transparència. S'entén que hi ha transparència si la informació és clara, explícita i el client té la capacitat de comprendre el seu contingut.
La sentència no comporta la nul·litat de les clàusules terra amb la corresponent devolució de les quantitats ja cobrades, quan es compleixin els requisits de transparència. La sentència indicava que en nombrosos casos no s'havien explicat als clients les conseqüències de la clàusula terra, d'una forma clara i transparent, fet que va obligar a retirar-les de les condicions del préstec hipotecari i de les escriptures d'aquest préstec, almenys d'uns 400.000 contractes de BBVA, d'uns 90.000 contractes en el cas de Novagalicia Banc i d'uns 100.000 contractes de l'entitat Cajamar. El 19 de novembre de 2013 el Tribunal va confirmar la sentència, encara que el procés no estaria completament tancat, ja que les entitats poden interposar un recurs d'empara davant el Tribunal Constitucional.

#### Retroactivitat
Arran de la declaració de nul·litat de les clàusules terra del 2013, per part del Tribunal Suprem, diverses sentències van decretar la retroactivitat en l'anul·lació d'aquestes clàusules, resolent els processos favorablement per al consumidor que tindria dret, en tots els casos, a la devolució de les quantitats indegudament cobrades per les entitats financeres.
Però a finals de febrer del 2015, el Tribunal Suprem va enviar una nota informativa als mitjans, informant sobre la seva última sentència referent a la clàusula terra, que finalment es va fer pública a mitjans del mes d'abril, amb data del 25 de març de 2015. D'acord amb aquesta nota, les entitats financeres haurien de retornar als seus clients tot allò cobrat indegudament per les clàusules terra, "només" a partir del mes de maig del 2013. Els bancs no haurien de retornar doncs, les quotes anteriors a la sentència del tribunal suprem del 9 de maig de 2013. El Suprem va decidir posar un límit a la retroactivitat, malgrat que aquest fet es contradiu amb un article del Codi Civil (l'article 1303). Després de ser portat el cas a Bruxel·les, la banca, a l'espera de la sentència, sabrà al juliol de 2016, si ha de tornar les clàusules terra des del 2009 o des del 2013.